# ماري بيرك واشنطن
ماري بيرك واشنطن (بالإنجليزية: Mary Burke Washington)‏ هي اقتصادية أمريكية، ولدت في 6 يوليو 1926 في توسكيجي في الولايات المتحدة، وتوفيت في 30 نوفمبر 2014.